# Йосиф Найденовски
Йосиф Милев Найденовски е югославски партизанин и деец на комунистическата съпротива във Вардарска Македония..

## Биография
Роден е на 23 август 1924 година в село Братин дол. Завършва 4 отделение. Влиза в НОВМ на 29 август 1944 година в рамките на седма македонска ударна бригада. Убит в бой с български части край село Шурленци на 6 септември 1944 година.